# Azərreyl VK (piłka siatkowa mężczyzn)
Azərreyl Voleybol Klubu (w skrócie Azərreyl VK), znany także jako Azerrail – męski zespół siatkarski z Azerbejdżanu z siedzibą w Baku. Powstał w 2019 roku obok działającej od 2001 roku kobiecej drużyny. Dwukrotnie zdobył mistrzostwo Azerbejdżanu. W sezonie 2025/2026 zadebiutował w europejskich pucharach.

## Historia
Klub Azərreyl powstał w 2001 roku. Początkowo w jego strukturach działał wyłącznie zespół kobiet, przygotowywany przede wszystkim do udziału w europejskich pucharach. Osiągnął on znaczące sukcesy na arenie międzynarodowej, w tym: zwycięstwo w Pucharze Top Teams (2001/2002), czwarte miejsce w Lidze Mistrzyń (2003/2004) oraz zdobycie Pucharu Challenge (2010/2011).
Przed rozpoczęciem sezonu 2019/2020 prezes klubu, Fərid Xəlilov, poinformował, że utworzono męską drużynę, która została zgłoszona do najwyższej klasy rozgrywkowej (Yüksək Liqa). Zespół prowadził Xanlar Ələkbərov. Rozgrywki przerwano jednak z powodu pandemii COVID-19. W chwili ich zawieszenia Azərreyl zajmował piątą pozycję w tabeli. Sezon 2020/2021 został odwołany ze względu na utrzymującą się sytuację epidemiczną. W kolejnych dwóch sezonach zespół nie brał udziału w rozgrywkach ligowych. Do Yüksək Liqi powrócił dopiero w sezonie 2023/2024.
W 2023 roku nowym trenerem został Boris Griebiennikow. Pod jego wodzą Azərreyl dwukrotnie został mistrzem Azerbejdżanu (w sezonach 2023/2024 i 2024/2025), a w 2024 roku doszedł do finału krajowego pucharu. W sezonie 2025/2026 zadebiutował w europejskich pucharach, biorąc udział w eliminacjach Ligi Mistrzów.

## Osiągnięcia
- Mistrzostwa Azerbejdżanu:
  -  1. miejsce (2x): 2024, 2025
- Puchar Azerbejdżanu:
  -  2. miejsce (1x): 2024

## Bilans sezonów
| Sezon                             | Rozgrywki ligowe          | Rozgrywki ligowe          | Puchar                    |
| Sezon                             | Poziom                    | Miejsce                   | Puchar                    |
| --------------------------------- | ------------------------- | ------------------------- | ------------------------- |
| 2019/2020                         | Yüksək Liqa               | –/8                       | —                         |
| 2020/2021                         | Rozgrywki nie odbyły się. | Rozgrywki nie odbyły się. | Rozgrywki nie odbyły się. |
| 2021/2022                         | Nie brał udziału.         | Nie brał udziału.         | Nie brał udziału.         |
| 2022/2023                         | Nie brał udziału.         | Nie brał udziału.         | Nie brał udziału.         |
| 2023/2024                         | Yüksək Liqa               | 1/6                       | —                         |
| 2024/2025                         | Yüksək Liqa               | 1/6                       | finał                     |
| Poziom rozgrywek: pierwszy poziom |                           |                           |                           |

## Udział w europejskich pucharach
| Sezon     | Rozgrywki     | Osiągnięcie |
| --------- | ------------- | ----------- |
| 2025/2026 | Liga Mistrzów |             |
| Źródło:   |               |             |

## Trenerzy
| Okres     | Imię i nazwisko     | *            |
| --------- | ------------------- | ------------ |
| 2019–2021 | Xanlar Ələkbərov    | [ 2 ] [ 11 ] |
| 2023–     | Boris Griebiennikow | [ 6 ]        |